# اوچی ماتا ماکیکومی
اوچی ماتا ماکیکومی (به ژاپنی: 内股巻込)-(به انگلیسی: Uchi mata makikomi) یکی از فنون و تکنیک‌های دستهٔ ناگه-وازا رشتهٔ ورزشی جودو است که در زیردستهٔ سوتمی-وازا دسته‌بندی می‌شود.